# Grand mât

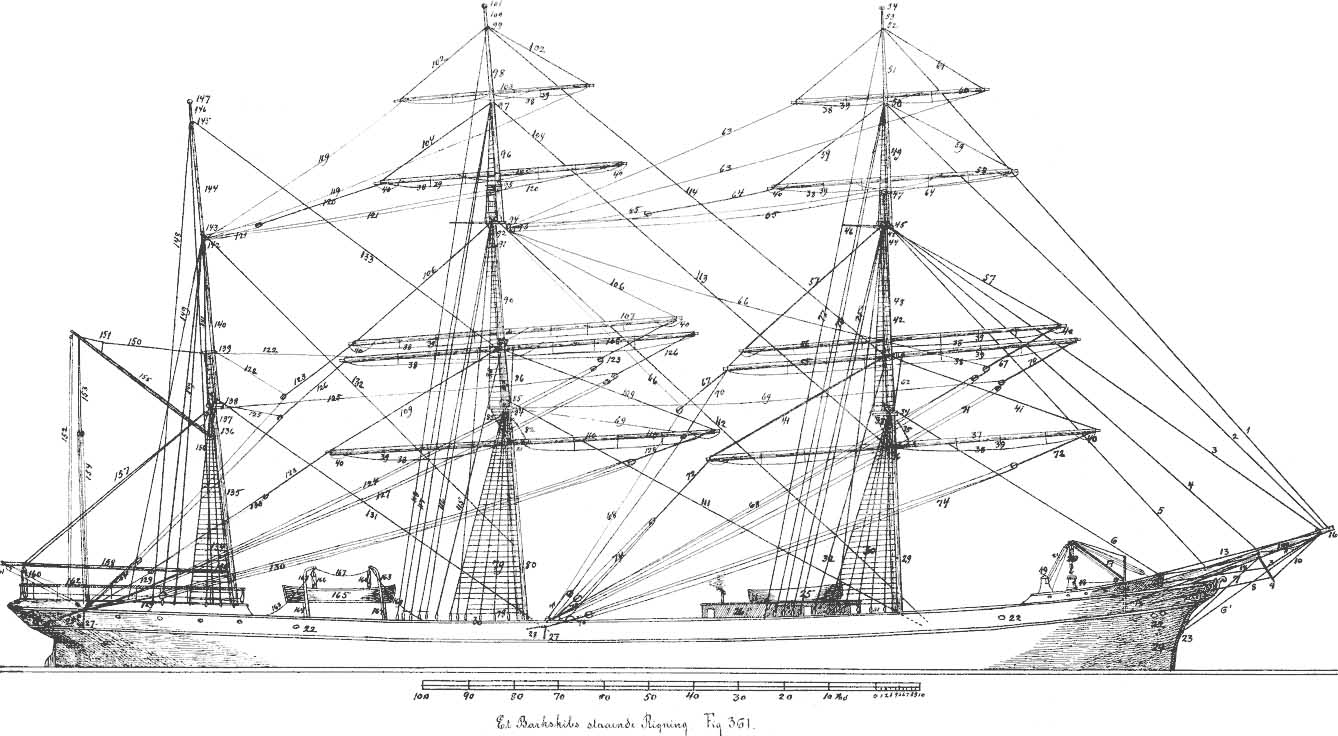
Le grand-mât est le plus grand mât d'un voilier. Il se situe devant le mât d'artimon et derrière le mât de misaine.

Sur un bateau à plusieurs mâts, le grand-mât (ou grand mât) est le mât principal, le plus haut d'un navire. Il porte une voile principale basse appelée grand-voile (voile carrée ou aurique).  
Sur les navires à quatre mâts et plus, les mâts centraux portent le nom de : grand-mât avant, grand-mât central (pour les cinq-mâts), grand-mât arrière. 

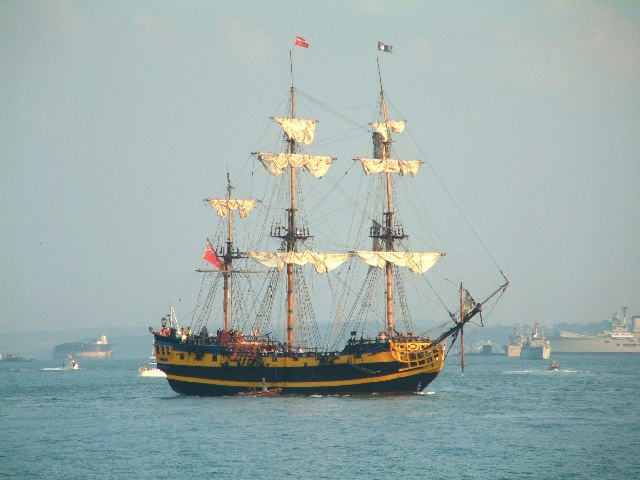
Le Grand Turk en 2005. Le grand-mât est le mât central. Très souvent le grand-mât et mât de misaine ont sensiblement la même taille.

## Description

### Position de mât définissant la typologie d'un navire

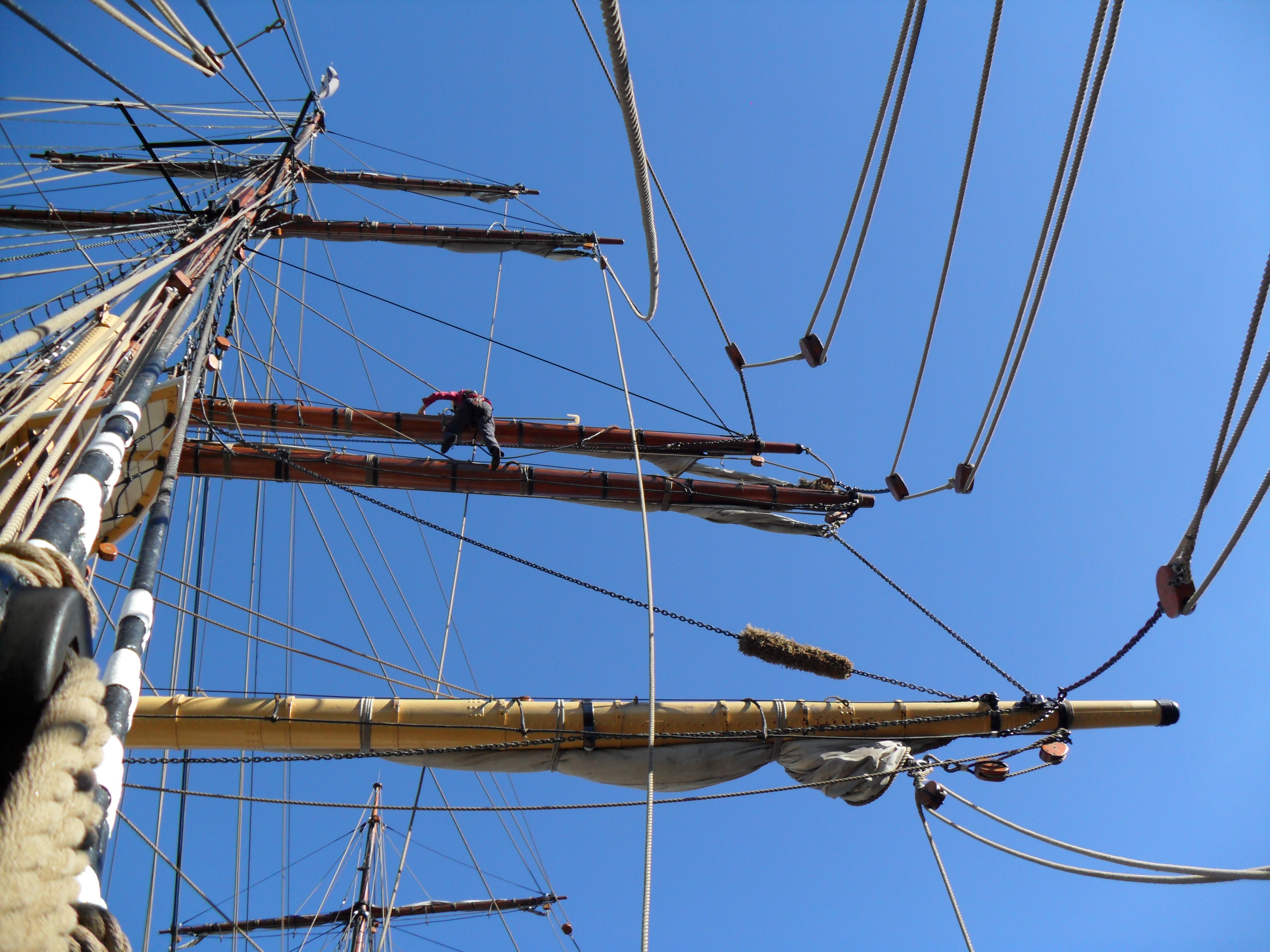
Grand-mât sur un voilier à gréement carré

La position du plus haut mât du navire varient sur un navire définissant le nom du gréement :
- Sur un deux-mâts, suivant la position du grand-mât, le gréement est différent. Ainsi, sur une goélette franche ou un brick, le grand-mât est à l'arrière (avec un mât de misaine à l'avant), tandis qu'un ketch a le grand-mât à l'avant[2].
- Sur un trois-mâts, le grand-mat est central : entre le mât de misaine à l'avant et le mât d'artimon à l'arrière[3].
- Sur un quatre-mâts, on distingue le grand-mât avant et le grand-mât arrière pour les deux mâts du milieu (les autres mâts portant les mêmes noms que sur un trois-mâts)[4].
- Sur un cinq-mâts (rare), on distingue le grand-mât avant, le grand-mât central et le grand-mât arrière pour les trois mâts du milieu (les autres mâts portant les mêmes noms que sur un trois-mâts)[4].
- Sur un six-mâts et plus (rarissime, cela n'existe plus), on distingue le grand-mât avant, le grand-mât central et le grand-mât arrière pour les trois mâts du milieu (les autres mâts portant des noms spécifiques).

### Voilure (gréements carrés et auriques)
Le grand-mât porte une voile principale basse principale appelée grand-voile (voile carrée ou aurique) qui est la plus grande voile d'un bateau.
Pour les gréements auriques les voiles hautes du grand-mât s'appellent des flèches, pour les gréements carrés, les voiles hautes, si elles existent se nomment de bas en haut : hunier, perroquet, cacatois, contre-cacatois.